# Hasse Eriksson (jazzmusiker)
Hans Erik Isidor Eriksson, känd som Hasse Eriksson, född 8 september 1927 i Danderyds församling i Stockholms län, död 24 juli 1978 i Botkyrka församling i Stockholms län, var en svensk jazzmusiker (pianist) och sångare.

## Biografi
Eriksson växte upp i Stocksund. Han spelade till en början fiol men övergick så småningom till piano. År 1946 blev han yrkesmusiker när han började spela i Thore Jederbys orkester. Han medverkade i 1947 års upplaga av "Expressens elitorkester". År 1950 gick han sedan över till Gösta Törners orkester. 
Han medverkade på många skivinspelningar med de orkestrar han ingick i, och spelade även in under eget namn, exempelvis i Hasse Erikssons trio. Han var en av skivbolaget Metronomes första artister vid dess start 1949. Eriksson var en av medlemmarna i Country Four, där han ersattes av Pierre Isacsson när han valde att sluta.
Hasse Eriksson har kallats "Sveriges Nat King Cole". 
Han var 1949–1968 gift med Ann-Marie Wikström (1927–2006). De fick en dotter Susanne (född 1952) och en son Thomas (född 1958), sedermera känd som artisten Orup. 
Eriksson är begravd i familjegrav på Danderyds kyrkogård.

## Diskografi i urval
- 1949 – Four four rhythm / Four famous Swedish pianists (R. Svensson - H. Eriksson - C. Norman - T. Swanerud) (Cupol)
- 1949 – How deep is the ocean / Four famous Swedish pianists (R. Svensson - H. Eriksson - C. Norman - T. Swanerud) (Cupol)
- 1949 – Det känns precis som om jag blivit kär (I'm gettin' sentimental over you) / Hasse Erikssons kvartett (Metronome)
- 1949 – I'll string along with you / Hasse Eriksson trio (Metronome)
- 1949 – Someone like you / Hasse Eriksson trio (Metronome)
- 1949 – Stjärnestoft (Star dust) / Hasse Erikssons kvart. (Metronome)
- 1950 – Honeysuckle Rose / Hasse Erikssons trio (Metronome)
- 1950 – If i had you / Hasse Erikssons trio (Metronome)

## Filmografi i urval
- 1949 – Kvinnan som försvann